# Associazione Sportiva L'Aquila 1993-1994
Questa voce raccoglie le informazioni riguardanti l'Associazione Sportiva L'Aquila nelle competizioni ufficiali della stagione 1993-1994.

## Stagione
Per l'Associazione Sportiva L'Aquila, la stagione 1993-1994 è stata la 4ª in Serie C2 e la 23ª complessiva nel quarto livello del campionato di calcio italiano. Gli abruzzesi riuscirono a tornare in Serie C, dopo 11 anni passati tra i dilettanti, grazie a un ripescaggio per completamento organici ufficializzato nell'agosto del 1993; nei due campionati precedenti (1991-1992 e 1992-1993) i rossoblù mancarono la promozione all'ultima partita perdendo, al termine di entrambi i tornei, gli spareggi contro Gualdo e Torres. Durante la stagione il club ha inoltre partecipato per la 4ª volta alla Coppa Italia Serie C.
Il torneo dei rossoblù fu altalenante; dopo la sconfitta iniziale L'Aquila si comportò egregiamente tra le mura amiche del Tommaso Fattori, dove collezionò 38 punti in totale, mentre in trasferta non riuscì ad avere lo stesso rendimento. Alla fine della stagione, tuttavia, la formazione rossoblù si classificò in 6ª posizione.
La stagione venne inoltre caratterizzata da un evento extra-calcistico. Il 30 gennaio 1994, mentre si accingevano a seguire la loro squadra in trasferta a Pontedera, due tifosi rossoblù rimasero coinvolti in un incidente sull'autostrad A1; il più giovane dei due, Nicola Mezzacappa, morì sul colpo mentre l'altro ragazzo, Lorenzo Castri, rimase in coma per 15 giorni nel Policlinico Careggi a Firenze risvegliandosi solo grazie all'ascolto dei cori della curva aquilana. La notizia ebbe un discreto eco sulle principali testate nazionali. In campo L'Aquila perse nettamente il confronto per 6-1, ma sugli spalti gli aquilani ricevettero il cordoglio dei tifosi del Pontedera con cui, da quel giorno, è in atto un gemellaggio.
Nonostante il buon piazzamento, nell'agosto 1994 la società venne cancellata dalla Serie C2 per problemi societari e fu pertanto costretta a ripartire dal campionato di Eccellenza.

## Rosa
| N. |                   | Ruolo | Calciatore          |
| -- | ----------------- | ----- | ------------------- |
|    | Italia (bandiera) | P     | Angelucci           |
|    | Italia (bandiera) |       | Appetiti            |
|    | Italia (bandiera) | C     | Alessandro Berardi  |
|    | Italia (bandiera) |       | Cacciatore          |
|    | Italia (bandiera) |       | Cicchitti           |
|    | Italia (bandiera) | C     | Cristiano Di Loreto |
|    | Italia (bandiera) | D     | Fabio Di Venanzio   |
|    | Italia (bandiera) | A     | Danilo Di Vincenzo  |
|    | Italia (bandiera) |       | Ferri               |
|    | Italia (bandiera) | A     | Giacomo Galli       |

| N. |                   | Ruolo | Calciatore              |
| -- | ----------------- | ----- | ----------------------- |
|    | Italia (bandiera) |       | Giuliani                |
|    | Italia (bandiera) | D     | Maurizio Ianni          |
|    | Italia (bandiera) | C     | Marco Lo Pinto (I)      |
|    | Italia (bandiera) |       | Lo Pinto (II)           |
|    | Italia (bandiera) | A     | Massimiliano Marcosanti |
|    | Italia (bandiera) | D     | Raimondo Marino         |
|    | Italia (bandiera) |       | Mastromattei            |
|    | Italia (bandiera) | A     | Naso                    |
|    | Italia (bandiera) | P     | Gianfranco Randazzo     |
|    | Italia (bandiera) |       | Vagnoni                 |

## Risultati

### Serie C2

#### Girone di andata
| Macerata 12 settembre 1993 1ª giornata | Maceratese | 1 – 1 | L'Aquila | Stadio Helvia Recina |

| L'Aquila 19 settembre 1993 2ª giornata | L'Aquila | 0 – 1 | Gualdo | Stadio Tommaso Fattori |

| Viareggio 26 settembre 1993 3ª giornata | Viareggio | 1 – 0 | L'Aquila | Stadio Torquato Bresciani |

| L'Aquila 3 ottobre 1993 4ª giornata | L'Aquila | 1 – 0 | Baracca Lugo | Stadio Tommaso Fattori |

| Ponsacco 10 ottobre 1993 5ª giornata | Mobilieri Ponsacco | 1 – 1 | L'Aquila | Stadio comunale |

| L'Aquila 17 ottobre 1993 6ª giornata | L'Aquila | 2 – 1 | Vastese | Stadio Tommaso Fattori |

| Castel di Sangro 24 ottobre 1993 7ª giornata | Castel di Sangro | 1 – 0 | L'Aquila | Stadio comunale |

| L'Aquila 7 novembre 1993 8ª giornata | L'Aquila | 1 – 0 | Cecina | Stadio Tommaso Fattori |

| Montevarchi 14 novembre 1993 9ª giornata | Montevarchi | 4 – 1 | L'Aquila | Stadio Gastone Brilli Peri |

| L'Aquila 21 novembre 1993 10ª giornata | L'Aquila | 2 – 1 | Rimini | Stadio Tommaso Fattori |

| Civitanova Marche 28 novembre 1993 11ª giornata | Civitanovese | 1 – 1 | L'Aquila | Stadio comunale |

| L'Aquila 5 dicembre 1993 12ª giornata | L'Aquila | 1 – 1 | Fano | Stadio Tommaso Fattori |

| Forlì 12 dicembre 1993 13ª giornata | Forlì | 0 – 0 | L'Aquila | Stadio Tullo Morgagni |

| L'Aquila 19 dicembre 1993 14ª giornata | L'Aquila | 1 – 0 | Poggibonsi | Stadio Tommaso Fattori |

| Avezzano 16 gennaio 1994 15ª giornata | Avezzano | 1 – 1 | L'Aquila | Stadio dei Marsi |

| L'Aquila 23 gennaio 1994 16ª giornata | L'Aquila | 1 – 1 | Livorno | Stadio Tommaso Fattori |

| Pontedera 30 gennaio 1994 17ª giornata | Pontedera | 6 – 0 | L'Aquila | Stadio Ettore Mannucci |

#### Girone di ritorno
| L'Aquila 6 febbraio 1994 18ª giornata | L'Aquila | 1 – 1 | Maceratese | Stadio Tommaso Fattori |

| Gualdo Tadino 13 febbraio 1994 19ª giornata | Gualdo | 3 – 1 | L'Aquila | Stadio Carlo Angelo Luzi |

| L'Aquila 20 febbraio 1994 20ª giornata | L'Aquila | 1 – 0 | Viareggio | Stadio Tommaso Fattori |

| Lugo 6 marzo 1994 21ª giornata | Baracca Lugo | 0 – 1 | L'Aquila | Stadio Ermes Muccinelli |

| L'Aquila 13 marzo 1994 22ª giornata | L'Aquila | 2 – 1 | Mobilieri Ponsacco | Stadio Tommaso Fattori |

| Vasto 20 marzo 1994 23ª giornata | Vastese | 0 – 0 | L'Aquila | Stadio Aragona |

| L'Aquila 27 marzo 1994 24ª giornata | L'Aquila | 0 – 0 | Castel di Sangro | Stadio Tommaso Fattori |

| Cecina 10 aprile 1994 25ª giornata | Cecina | 0 – 3 | L'Aquila | Stadio comunale |

| L'Aquila 17 aprile 1994 26ª giornata | L'Aquila | 2 – 0 | Montevarchi | Stadio Tommaso Fattori |

| Rimini 24 aprile 1994 27ª giornata | Rimini | 4 – 2 | L'Aquila | Stadio Romeo Neri |

| L'Aquila 1º maggio 1994 28ª giornata | L'Aquila | 1 – 0 | Civitanovese | Stadio Tommaso Fattori |

| Fano 15 maggio 1994 29ª giornata | Fano | 2 – 0 | L'Aquila | Stadio Raffaele Mancini |

| L'Aquila 22 maggio 1994 30ª giornata | L'Aquila | 3 – 1 | Forlì | Stadio Tommaso Fattori |

| Poggibonsi 29 maggio 1994 31ª giornata | Poggibonsi | 3 – 1 | L'Aquila | Stadio Stefano Lotti |

| L'Aquila 5 giugno 1994 32ª giornata | L'Aquila | 0 – 0 | Avezzano | Stadio Tommaso Fattori |

| Livorno 12 giugno 1994 33ª giornata | Livorno | 2 – 0 | L'Aquila | Stadio Armando Picchi |

| L'Aquila 19 giugno 1994 34ª giornata | L'Aquila | 5 – 1 | Pontedera | Stadio Tommaso Fattori |

### Coppa Italia Serie C

#### Fase eliminatoria a gironi
| Castel di Sangro ? 1993 1ª giornata | Castel di Sangro | 0 – 0 | L'Aquila | Stadio comunale |

| Chieti ? 1993 2ª giornata | Chieti | 0 – 3 | L'Aquila | Stadio Guido Angelini |

| L'Aquila ? 1993 3ª giornata | L'Aquila | 0 – 0 | Vastese | Stadio Tommaso Fattori |

| L'Aquila ? 1993 4ª giornata | L'Aquila | 2 – 2 | Sambenedettese | Stadio Tommaso Fattori |

## Statistiche

### Statistiche di squadra
| Competizione         | Punti | In casa | In casa | In casa | In casa | In casa | In casa | In trasferta | In trasferta | In trasferta | In trasferta | In trasferta | In trasferta | Totale | Totale | Totale | Totale | Totale | Totale | DR |
| Competizione         | Punti | G       | V       | N       | P       | Gf      | Gs      | G            | V            | N            | P            | Gf           | Gs           | G      | V      | N      | P      | Gf     | Gs     | DR |
| -------------------- | ----- | ------- | ------- | ------- | ------- | ------- | ------- | ------------ | ------------ | ------------ | ------------ | ------------ | ------------ | ------ | ------ | ------ | ------ | ------ | ------ | -- |
| Serie C2             | 50    | 17      | 11      | 5       | 1       | 24      | 9       | 17           | 2            | 6            | 9            | 12           | 30           | 34     | 13     | 11     | 10     | 36     | 39     | -3 |
| Coppa Italia Serie C | -     | 2       | 0       | 2       | 0       | 2       | 2       | 2            | 1            | 1            | 0            | 3            | 0            | 4      | 1      | 3      | 0      | 5      | 2      | +3 |
| Totale               | -     | 19      | 11      | 7       | 1       | 26      | 11      | 19           | 3            | 7            | 9            | 15           | 30           | 38     | 14     | 14     | 10     | 41     | 41     | 0  |

### Statistiche dei giocatori
| Giocatore       | Campionato | Campionato | Campionato  | Campionato | Coppa Italia Serie C | Coppa Italia Serie C | Coppa Italia Serie C | Coppa Italia Serie C | Totale   | Totale | Totale      | Totale     |
| Giocatore       | Presenze   | Reti       | Ammonizioni | Espulsioni | Presenze             | Reti                 | Ammonizioni          | Espulsioni           | Presenze | Reti   | Ammonizioni | Espulsioni |
| --------------- | ---------- | ---------- | ----------- | ---------- | -------------------- | -------------------- | -------------------- | -------------------- | -------- | ------ | ----------- | ---------- |
| Angelucci       | 4          | -10        | ?           | ?          | ?                    | ?                    | ?                    | ?                    | 4+       | -10+   | ?           | ?          |
| Appetiti        | 10         | 0          | ?           | ?          | ?                    | ?                    | ?                    | ?                    | 10+      | 0+     | ?           | ?          |
| A. Berardi      | 13         | 0          | ?           | ?          | ?                    | ?                    | ?                    | ?                    | 13+      | 0+     | ?           | ?          |
| Cacciatore      | 30         | 3          | ?           | ?          | ?                    | ?                    | ?                    | ?                    | 30+      | 3+     | ?           | ?          |
| Cicchitti       | 21         | 1          | ?           | ?          | ?                    | ?                    | ?                    | ?                    | 21+      | 1+     | ?           | ?          |
| C. Di Loreto    | 30         | 2          | ?           | ?          | ?                    | ?                    | ?                    | ?                    | 30+      | 2+     | ?           | ?          |
| F. Di Venanzio  | 14         | 0          | ?           | ?          | ?                    | ?                    | ?                    | ?                    | 14+      | 0+     | ?           | ?          |
| D. Di Vincenzo  | 33         | 13         | ?           | ?          | ?                    | ?                    | ?                    | ?                    | 33+      | 13+    | ?           | ?          |
| Ferri           | 10         | 1          | ?           | ?          | ?                    | ?                    | ?                    | ?                    | 10+      | 1+     | ?           | ?          |
| G. Galli        | 30         | 8          | ?           | ?          | ?                    | ?                    | ?                    | ?                    | 30+      | 8+     | ?           | ?          |
| Giuliani        | 31         | 1          | ?           | ?          | ?                    | ?                    | ?                    | ?                    | 31+      | 1+     | ?           | ?          |
| M. Ianni        | 2          | 0          | ?           | ?          | ?                    | ?                    | ?                    | ?                    | 2+       | 0+     | ?           | ?          |
| M. Lo Pinto (I) | 33         | 1          | ?           | ?          | ?                    | ?                    | ?                    | ?                    | 33+      | 1+     | ?           | ?          |
| Lo Pinto (II)   | 29         | 2          | ?           | ?          | ?                    | ?                    | ?                    | ?                    | 29+      | 2+     | ?           | ?          |
| M. Marcosanti   | 7          | 0          | ?           | ?          | ?                    | ?                    | ?                    | ?                    | 7+       | 0+     | ?           | ?          |
| R. Marino       | 28         | 0          | ?           | ?          | ?                    | ?                    | ?                    | ?                    | 28+      | 0+     | ?           | ?          |
| Mastromattei    | 7          | 0          | ?           | ?          | ?                    | ?                    | ?                    | ?                    | 7+       | 0+     | ?           | ?          |
| Naso            | 21         | 3          | ?           | ?          | ?                    | ?                    | ?                    | ?                    | 21+      | 3+     | ?           | ?          |
| G. Randazzo     | 30         | -29        | ?           | ?          | ?                    | ?                    | ?                    | ?                    | 30+      | -29+   | ?           | ?          |
| Vagnoni         | 31         | 0          | ?           | ?          | ?                    | ?                    | ?                    | ?                    | 31+      | 0+     | ?           | ?          |